# Peng Bo
Peng Bo (chiń. 彭勃; pinyin Péng Bó ur. 18 lutego 1981) – chiński skoczek do wody. Złoty medalista olimpijski z Aten.
Zawody w 2004 były jego jedynymi igrzyskami olimpijskimi. Po złoto sięgnął w skokach indywidualnych z trzymetrowej trampoliny, w skokach synchronicznych zajął ósme miejsce. Partnerował mu Wang Kenan z którym w 2001 wspólnie zostali mistrzami świata w tej konkurencji i triumfowali w igrzyskach azjatyckich w 2002. Był również, w różnych konkurencjach, wielokrotnym medalistą uniwersjad. W 2014 został przyjęty do International Swimming Hall of Fame.